# RGE Discos
RGE Discos (Rádio Gravações Especializadas) foi uma gravadora fundada em 1947 ou 1948 por José Scatena, em sociedade com Cícero Leuenroth. Inicialmente, era apenas um estúdio de gravação de "jingles publicitários", mas, a partir de 1954, começou a investir na gravação e lançamento de fonogramas. A partir de então, ficou conhecida pela qualidade sonora de suas gravações no que chamava-se de "padrão RGE". Apesar do lançamento de diversos sucessos e de aproveitar-se da emergência da bossa nova para crescer, a gravadora acabou comprada pela Fermata do Brasil em 31 de março de 1965, quando passou a operar como um selo vinculado àquela editora musical. Ela seria vendida para a Som Livre em 1980, quando passou a operar como selo da gravadora carioca. Em 2000, finalmente encerrou suas operações com o selo passando a ser utilizado apenas em relançamentos do seu catálogo.
De certo modo, mesmo no seu auge, a RGE nunca foi uma gravadora completa, dominando todos os aspectos da produção e comercialização de discos. Sua distribuição sempre foi terceirizada, nunca tendo chegado a ser dona de uma fábrica ou a ter uma rede de distribuição nacional de seus produtos. Antecipava, assim, uma tendência dos mercados internacionais de contar com diversos selos independentes e poucas grandes gravadoras com estrutura industrial de distribuição. Sendo assim, a grande inovação da empresa foi no campo da divulgação, sendo Scatena um especialista na publicidade.

## Antecedentes

### Início da gravação de jingles no rádio brasileiro
Em 1941, as rádios brasileiras são autorizadas pelo governo a ter 10% de sua programação tomada por publicidade. Com isso, o radialista e publicitário Jose Roberto Whitaker Penteado convida seu amigo José Scatena para fazer um teste para gravar "jingles" para a Standard Propaganda, de Cícero Leuenroth. Ambos são contratados e Scatena passa a realizar gravações em um estúdio em São Paulo, de propriedade daquela empresa. O contrato dura até 1947 ou 1948 e Scatena - que estudava Direito - se especializa no processo de gravação.

### Estúdio de gravação
Com o fim do contrato, toda a publicidade das rádios do país era gravada nos estúdios da Rádio Nacional, no Rio de Janeiro. Scatena propõe a Cícero que eles façam uma sociedade - 50% a 50% - para montar e administrar um grande estúdio em São Paulo, na rua Xavier de Toledo. A ideia era, além de suprir essa lacuna de estúdio de gravações de spots em São Paulo, realizar, também, gravações de música. O nome da empresa é dado pelo publicitário João Dória: RGE ou Rádio Gravações Especializadas.
Assim, passam a gravar shows de calouros das rádios a fim de vender essas gravações para os cantores. Na sequência, o estúdio é mudado para o prédio da então Rádio Bandeirantes, na rua Paula Souza e passa por ampliação e por um inovações tecnológicas: a aquisição de um gravador de fita portátil e de um gravador Ampex, trazido pela Columbia com a condição de ser utilizado apenas em gravações para ela. O aprendizado das técnicas de gravação e inovações tecnológicas - como a produção de um efeito de eco para as gravações de modo artesanal - permitiram que o estúdio fosse conseguindo melhor qualidade para os seus registros. Além disso, contavam com um dos melhores engenheiros de som em atividade no país, Sergio Lara Campos.

## História

### As primeiras tentativas frustradas
Com a expertise adquirida, Scatena foi convencido por Roberto Corte Real, diretor artístico da Columbia, a dar o passo seguinte e entrar de vez no mercado de fonogramas com a RGE. Assim, Scatena resolveu fazer um teste: aproveitou que o Sport Club Corinthians Paulista era líder do Campeonato Paulista daquele ano - que fazia parte das comemorações do 4º centenário da cidade de São Paulo - podendo ganhar o título com uma rodada de antecedência, para gravar um disco em homenagem ao time, prevendo sua vitória. Assim, chamou o cantor Osny Silva e o conjunto Títulares do Ritmo para cantarem uma marcha em homenagem ao clube paulistano, "Campeão dos Campeões", escrita por Lauro D'Ávila e musicada por Edmundo Russomanno. Para acompanhá-los, contratou o maestro Sílvio Mazzuca e sua orquestra. Como acreditava que podia vender muitos discos na saída do Pacaembu caso o Corinthians fosse campeão, encomendou 5 mil discos à fábrica da GEL. No dia do jogo, o clube paulistano precisava de apenas um empate no clássico com o Palmeiras para sagrar-se campeão e o jogo terminou 1 x 1. Na saída do jogo, Scatena havia alugado caminhões executando o hino, além de faixas anunciando a venda dos discos. Só que a torcida saiu comemorando em uma enorme bagunça e quase ninguém comprou os compactos: apenas aproximadamente 500 cópias foram vendidas e diversos discos foram destruídos na algazarra. No ano seguinte, a gravadora enfim registraria seu primeiro compacto: "Leão do Mar" / Falam os Campeões-Santos FC". No lado A do 78 RPM, a "Orquestra e Coro RGE", no lado B, o radialista Ernani Franco.
Os primeiros LP's da gravadora também foram frustrações. O primeiro lançamento foi um disco chamado Panorama Musical, com o maestro Enrico Simonetti regendo sua orquestra que executava uma seleção de sucessos da época. O disco naufragou. O segundo álbum foi uma gravação ao vivo de Dick Farney no Teatro Cultura Artística, durante o 1º Festival Brasileiro de Jazz. Mais um fracasso comercial. Seguiram-se outros álbuns com melhor rendimento, mas nenhum grande sucesso. Como não tinha estrutura nacional para distribuir os discos, estabelece contrato com a RCA para fabricação e distribuição de seus discos, antecipando tendências internacionais que só se realizariam anos depois no mercado nacional.

### O lançamento de Maysa e a virada
A sorte começaria a mudar quando Roberto Corte Real levou Maysa - que ainda não era uma cantora famosa - para gravar uma demo para mostrar ao chefe da Columbia, Evandro Ribeiro. Entretanto, Ribeiro não gostou da cantora e Roberto Corte Real decidiu oferecê-la a Scatena, que não pensou duas vezes. Assim, foi lançado Convite para Ouvir Maysa, álbum de estreia da cantora, 13º LP da gravadora e um grande sucesso de vendas. Na sequência deste grande êxito, passa a conseguir contratos com outros artistas de renome, lançando com sucesso diversos discos de Agostinho dos Santos, Walter Wanderley, Elza Laranjeira, Zimbo Trio, Sílvio Caldas, Dick Farney, e, principalmente, Miltinho, Juca Chaves e Enrico Simonetti.

### Inovações da gravadora e venda
Na virada para a década de 1960, Scatena conseguiu com a Columbia um novo gravador estereofônico e continuou sendo o estúdio mais bem equipado do país. Logo, nos anos 1960 nasceu a expressão "som RGE" para se referir ao som dos discos gravados em seus estúdios. Mesmo assim, a defasagem da tecnologia nacional era gritante: os estúdios de 4 canais eram novidade no Brasil, enquanto os estúdios de 8 canais - o primeiro havia surgido em 1958 - passavam a se tornar padrão da indústria fonográfica internacional. Além do mais, a RGE tinha dificuldades em conseguir licenças para vender fonogramas internacionais, porque as multinacionais preferiam licenciá-los para suas bases nacionais. E quando conseguia, as multinacionais mandavam um disco que tinha que ser transformado em acetato, prejudicando enormemente a qualidade sonora.
Desse modo, o grande diferencial da gravadora se dava na parte da divulgação, área na qual Scatena - publicitário por profissão - entendia mais do que os seus concorrentes. Por exemplo, a divulgação criada por Scatena para promover o primeiro disco de Maysa - envolvendo rádios, jornais e revistas - nunca havia sido feita no território nacional. Ou a ideia de lançar discos com canções inspiradas por efemeridades, comuns nos lançamentos a cargo do maestro Enrico Simonetti. Entretanto, apesar de todos os esforços de Scatena, ele acabou levado a vender sua gravadora para a editora musical Fermata do Brasil - de Enrique Lebendiger, em 31 de março de 1965.

### Operação como selo fonográfico
No período entre 1965 e 1980, a gravadora tornou-se um selo vinculado à editora musical Fermata do Brasil, de Enrique Lebendiger. A partir de 1980, a Som Livre comprou o selo, que passou a operar vinculado à gravadora do Grupo Globo.

### Encerramento das atividades e selo de reedições
Em 2000, a gravadora foi fechada e o selo passou a ser utilizado apenas para reedição do material presente em seu vasto catálogo.